# دابني كولمان
دابني كولمان (بالإنجليزية: Dabney Coleman)‏ (3 يناير 1932 – 16 مايو 2024) هو ممثل أمريكي بدأ مسيرته الفنية سنة 1961. كما أنه من الفائزين بجائزة إيمي وجائزة غولدن غلوب.

## نشأته
ولد دابني في 3 يناير 1932 في أوستن، الولايات المتحدة.

## الأعمال
- ذا دونا ريد شو
- بونانزا
- الجحيم المرتفع
- كوينسي إم إي
- ملفن وهاورد
- على البركة الذهبية
- توتسي
- مناورات
- عاموس واندرو
- لديك بريد

## الجوائز
| السنة | الجهة                    | الفئة                                                            | النتيجة |
| ----- | ------------------------ | ---------------------------------------------------------------- | ------- |
| 1983  | جوائز الإيمي برايم تايم  | جائزة الإيمي برايم تايم لأفضل ممثل رئيسي في مسلسل دراما          | رُشِّح     |
| 1984  | جائزة غولدن غلوب         | أفضل ممثل – مسلسل تلفزيوني موسيقي أو كوميدي                      | رُشِّح     |
| 1984  | جوائز الإيمي برايم تايم  | جائزة الإيمي برايم تايم لأفضل ممثل رئيسي في مسلسل دراما          | رُشِّح     |
| 1987  | جوائز الإيمي برايم تايم  | جائزة الإيمي برايم تايم لـ أفضل ممثل مساعد في مسلسل قصير أو فيلم | فوز     |
| 1988  | جائزة غولدن غلوب         | أفضل ممثل – مسلسل تلفزيوني موسيقي أو كوميدي                      | فوز     |
| 1988  | جائزة غولدن غلوب         | أفضل ممثل مساعد – مسلسل، أو مسلسل قصير أو فيلم تلفزيوني          | رُشِّح     |
| 1988  | جوائز الإيمي برايم تايم  | جائزة الإيمي برايم تايم لـ أفضل ممثل رئيسي في مسلسل كوميدي       | رُشِّح     |
| 1988  | جوائز الإيمي برايم تايم  | جائزة الإيمي برايم تايم لـ أفضل ممثل مساعد في مسلسل قصير أو فيلم | رُشِّح     |
| 1991  | جوائز الإيمي برايم تايم  | جائزة الإيمي برايم تايم لـ أفضل ممثل ضيف في مسلسل دراما          | رُشِّح     |
| 2011  | جائزة نقابة ممثلي الشاشة | جائزة نقابة ممثلي الشاشة لـ أفضل طاقم في مسلسل دراما             | فوز     |
| 2012  | جائزة نقابة ممثلي الشاشة | جائزة نقابة ممثلي الشاشة لـ أفضل طاقم في مسلسل دراما             | فوز     |

## روابط خارجية
- دابني كولمان على موقع IMDb (الإنجليزية)
- دابني كولمان على موقع ألو سيني (الفرنسية)
- دابني كولمان على موقع تيرنر كلاسيك موفيز (الإنجليزية)
- دابني كولمان على موقع أول موفي (الإنجليزية)
- دابني كولمان على موقع قاعدة بيانات برودواي على الإنترنت (الإنجليزية)
- دابني كولمان على موقع قاعدة بيانات الأفلام السويدية (السويدية)
- دابني كولمان على موقع إن إن دي بي (الإنجليزية)
- دابني كولمان على موقع ديسكوغز (الإنجليزية)
- دابني كولمان على موقع قاعدة بيانات الفيلم (الإنجليزية)
- دابني كولمان على موقع كينوبويسك (الروسية)